# Олег Попов
Олег Константинович Попов (рус. Олег Константинович Попов; Вирубово близу Москве, 31. јул 1930 — Ростов на Дону, 2. новембар 2016) био је познати совјетски и руски кловн и циркуски уметник. Попов је назван и Clown Soleil (Сунчани кловн) од стране француског новинара Жакелин Картије.

## Живот и каријера
Рођен је 31. јула 1930. године као син часовничара. Са 12 година је почео да ради као шегрт типограф за лист Правда, а насније се придружио и Атлететском клубу Правда. Тамо му је неко 1945. године предложио да се пријави за московски државни Колеџ циркуских и других уметности (познатији као “Московска циркуска школа”). Био је примљен и тамо је студирао акробатику, жонглирање и друге циркуске активности, а дипломирао је 1949. године. Дебитовао је у циркусу у Тбилисију, у Грузијској совјетској републици. Након тога, наставио је своју каријеру у московском циркусу на Тсвенстон булевару (данас Циркус Никулин).
Године 1955. он је наступао по први пут у иностранству, у Варшави, а следеће године је, заједно са московским циркусом, обишао Француску, Белгију и Енглеску. Штампа га је одмах приметила и од њега направила циркуску звезду. Совјетски режим је од њега убрзо направио звезду од њега и изградио његов успех у иностранству, трансформишући Олега у амбасадора добре воље Совјетског Савеза. Он се 1958. године појавио на Светском сајму у Бриселу, а 1957. године био је емитован из Москве на америчкој телевизији. Обишао је САД 1963. и 1972. године заједно са московским циркусом.
Године 1969. Попов је добио награду уметник народа Совјетског Савеза. Наредних година је интензивно био на турнејама широм света. У Аустралији је назван краљем мумбе (1971).‍:17–22

## Дело
Попов је наступао као кловн, комбинујући своје таленте попут мимике, хода по конопцу и жонглирања. На 8. међународном циркуском фестивалу у Монте Карлу 1981. године добио је златну награду за допринос својој блиставој каријери. Његов лик кловна прати традицију руског народног карактера Иванушке који задиркује друге људе и самог себе.
Почетком 1990их година, након распада Совјетског Савеза, почео је вишегодишњу турнеју са јединицом московског циркуса у Немачкој, где се на крају и преселио. Он је од тада наступао у Немачкој, у циркуским представама, на телевизији, или са својим властитим шоуом. Оженио се Габријелом Леман, немачким циркуским извођачем, 1991. године, која је била 32 године млађа од њега. Године 2006. Олег Попов био је позван да наступа 30. годишњици међународног циркуског фестивала у Монте Карлу; са својих 75 година, он је ипак успео да изазове овације публике.
Године 2015. се поново вратио у Русију, после 28 година самонаметнутог изгнанства у Немачкој; тада је био први Мастер гала догађај на државном фестивалу циркуса у Сочију, где је био поздрављен дугим овацијама. Руски министар културе Владимир Медински прочитао је поруку добродошлице председника Владимира Путина. То је за Олега, као и за публику, био врло емотиван тренутак.
Децембра 2015. године вратио се поново у Русију, овога пута с циљем да буде део жирија такмичења Плава птица - талент шоуа младих на руској националној телевизији.

## Филмографија
| - 1953 — (Круг храбрих) - 1959 — (Неспретан пријатељ) - 1966 — (Последњи лопов) — кловн Олег Попов (камео) - 1967 — (Највиши) — кловн Олег Попов (камео) - 1969 — (Отмица) — кловн Олег Попов (камео) - 1970 — (Два осмеха) - 1970 — (Пола сата чуда) — ујак сликар - 1970 — (Авантуре жутог кофера) — кловн Олег Попов (камео) | - 1972 — (Карневал) — кловн - 1976 — (Весели снови, или Смех и сузе) — маг Универ - 1976 — (Мама) — Медвед - 1976 — (Плава птица) — кловн - 1979 — (Сунце у пругастој торби) — кловн Олег Попов (камео) - 1986 — (Забрањен приступ) — кловн Олег Попов (камео) |

## Награде и признања

### Државне награде и титуле
- Почаствовани уметник РСФСР (1956)[9]
- Народни уметник РСФСР (1958)[10]
- Народни уметник СССР (1969)
- Орден Лењина (1980)
- Орден црвене заставе рада
- Орден пријатељства (1994) - за рад у служби народа, а у вези с развојем руске државе, достигнућа у раду, науци, култури, уметности, јачању пријатељства и сарадњи између народа[11]
- Медаља части руског председника (30. јул 2010) - за заслуге у развоју циркуске уметности и дугогодишњег стваралачког рада[12]

### Циркуске награде
- Победник националног циркуског фестивала у Варшави - две златне медаље за улогу кловна (1957)
- Специјална награда Бели слон - Белгија, за најбољег циркуског извођача године
- Почасна награда Златни кловн - међународни циркуски фестивал у Монте Карлу (1981)
- Награда Легенда циркуса (2015)
- Његово име носи циркус у Самари